# Grottsjön
Grottsjön är en sjö i Hudiksvalls kommun och Söderhamns kommun i Hälsingland och ingår i Nianån-Norralaåns kustområde. Sjön är 21,8 meter djup, har en yta på 0,513 kvadratkilometer och är belägen 173,1 meter över havet. Sjön avvattnas av vattendraget Grottsjöbäcken. Vid provfiske har abborre, gädda och siklöja fångats i sjön.

## Delavrinningsområde
Grottsjön ingår i det delavrinningsområde (682148-155161) som SMHI kallar för Utloppet av Grottsjön. Medelhöjden är 211 meter över havet och ytan är 6,21 kvadratkilometer. Det finns inga avrinningsområden uppströms utan avrinningsområdet är högsta punkten. Grottsjöbäcken som avvattnar avrinningsområdet har biflödesordning 2, vilket innebär att vattnet flödar genom totalt 2 vattendrag innan det når havet efter 17 kilometer. Avrinningsområdet består mestadels av skog (84 procent). Avrinningsområdet har 0,52 kvadratkilometer vattenytor vilket ger det en sjöprocent på 8,3 procent.